# Yu Zidi
Yu Zidi, née le 6 octobre 2012, est une nageuse chinoise.

## Biographie

### Enfance et formation
Elle naît le 6 octobre 2012 à Baoding.
Elle commence la natation à l’âge de 6 ans, quand un entraîneur de natation la repère alors qu’elle fréquente assidûment un parc aquatique,,,.
Yu commence à s’entraîner sérieusement au club de natation Hebei Taihua Jinye, au sud de Pékin en parallèle de ces études.

### Carrière
L’écolière chinoise Yu Zidi réalise le temps le plus rapide jamais enregistré pour une jeune de 12 ans dans le 200m quatre nages aux championnats nationaux de Chine.
Elle termine deuxième de l’épreuve avec un temps de deux minutes et 10,63 secondes, derrière le finaliste olympique 2024 Yu Yuting.
Le 18 mai 2025, Yu Zidi bat le record du monde des moins de 13 ans sur 200m quatre nages.
En juillet 2025, elle termine 4e lors de la finale du 200 m quatre nages des mondiaux de natation organisés à Singapour,,. À Singapour, elle est encadrée par l'Australien Michael Bohl, un coach expérimenté récemment recruté par la Chine pour restructurer sa natation de haut niveau. Elle s'était qualifiée pour la finale du 200 m quatre nages après avoir réalisé le 7e temps des demi-finales, en 2’10’’22.
D’après le règlement du World Aquatics, les athlètes doivent avoir au minimum 14 ans pour participer aux Mondiaux, mais des exemptions peuvent être délivrées si, comme Yu Zidi, ils réalisent des minima suffisamment élevés en amont,.
Elle se prépare pour les Jeux olympiques de 2028.

## Palmarès

### Championnats du monde
- Championnats du monde 2025 à Singapour :
  -  Médaille de bronze du relais 4 × 200 m nage libre (participant seulement aux séries)[6].